# Фрея Мейвор
Фре́я Ме́йвор (англ. Freya Mavor; 13 серпня 1993, Ґлазґо) — британська акторка театру та кіно, модель, режисерка та сценаристка шотландського походження. Відома ролями Міні МакҐіннесс у третьому поколінні персонажів культового британського серіалу «Скінс» й головної героїні французького трилеру «Дама в окулярах із рушницею в авто» 2015 року.

## Біографія
Фрея Мейвор народилася 13 серпня 1993 року в шотландському Ґлазґо. У 9-13 років жила у французькому Ла-Рошель. Її батько, Джеймс Мейвор, драматург, очолює курс сценаристів в Единбурзькому університеті Нейпіра, а дід, Рональд, був театральним критиком у 1960-х і директором Шотландської ради мистецтв. Пізніше Фрея в інтерв'ю розповідала, що зацікавилася акторським мистецтвом, коли їй було 10 років, після перегляду «Сяйва» Стенлі Кубрика. Вона здобула освіту в школі Мері Ерскін, де грала в шекспірівських п'єсах «Венеційський купець» і «Буря».
Впродовж 2008—2014 років була учасницею Національного молодіжного театру. Успішно дебютувавши у 17 років на телебаченні в основному акторському складі серіалу «Скінс» (Фрея виконала одну з головних ролей третього покоління персонажів, Міні МакҐіннесс), кар'єра акторки пішла вгору. 2012 року вона посіла 78 місце в списку «100 найсексуальніших жінок світу» за версією FHM, а британський кіножурнал Screen International 2013 року назвав її однією з «Британських зірок майбутнього» (англ. UK Stars of Tomorrow)..
Того ж року через любов до Франції й європейського незалежного кіно вона переїхала до Парижа.
2013 року Фрея Мейвор повернулася на телебачення, щоб знятися в трьох епізодах серіалу «Біла королева» у ролі принцеси Елізабет, а потім ще в одному серіалі під назвою «Нові світи», де Мейвор грає роль героїні Бет Феншоу разом з Джеймі Дорнаном і Джо Демпсі. У Франції акторка з'явилася в популярному ситкомі Canal+ «Кастинг(и)».
Паралельно з ролями на телебаченні вона грала й на великому екрані. Так у липні 2012 року Мейвор отримала роль Ніколи Болл в романтичній комедії «Не просто щасливий кінець» (англ. Not Another Happy Ending) шотландського режисера Джона МакКея. А у 2013 році вона зіграла Ліз Геншоу у мюзиклі «Сонце над Літом» (англ. Sunshine on Leith), натхненному піснями шотландського гурту The Proclaimers.
Після переїзду до Парижа починаюча акторка зіграла головну роль у французькому фільмі 2015 року «Дама в окулярах із рушницею в авто», рімейку однойменного фільму 1970 року, де роль Дені зіграла Саманта Еггар.
У 2017 році Мейвор виконала роль другого плану в містичній драмі «Передчуття кінця» з Джимом Бродбентом і Шарлоттою Ремплінґ у головних ролях, а потім виконала головну роль у романтичному фільмі «Сучасне життя – відстій», який описує злети та падіння протягом багатьох років стосунків між чоловіком і жінкою, які поділяють пристрасть до альтернативного року. У 2018 році вона зіграла у чорній комедії «Кілер з гарантією» з Аневріном Барнардом і Томом Вілкінсоном у головних ролях. Того ж року знялася разом з Джоном Малковичем у мінісеріалі BBC One «Вбивства за абеткою», заснованому на загадковому романі Агати Крісті, а також разом з Девідом Кросом у біографічному фільмі «Воротар» про життя німецького футболіста Берта Траутманна, який одразу по завершенню Другої світової війни почав грати у Британії.
Мейвор також мала з’явитися у біографічному фільмі про Ґора Відала під назвою «Ґор», який був випускався Netflix. Однак стрічку було відкладено на невизначений термін після звинувачень головного актора Кевіна Спейсі в сексуальних домаганнях.

### Модель
Фрея Мейвор була обличчям Pringle of Scotland для рекламної кампанії весни-літа 2011 року. У 2011 році її також обрали «іконою» шотландської моди.

## Фільмографія

### Акторка
| Рік       |    | Українська назва                   | Оригінальна назва                                     | Роль                                                                                             |
| --------- | -- | ---------------------------------- | ----------------------------------------------------- | ------------------------------------------------------------------------------------------------ |
| 2011—2012 | с  | Скінс                              | Skins                                                 | 4-5 сезони, 18 серій (головна роль). Мінерва «Міні» МакҐіннесс (англ. Minevra "Mini" McGuinness) |
| 2011      | кф | Диско                              | Disco                                                 | Дівчина в черзі                                                                                  |
| 2013      | кф | Гамбургер                          | Hamburger                                             | Дівчина                                                                                          |
| 2013      | с  | Біла королева                      | The White Queen                                       | 3 серії. Принцеса Елізабет (англ. Princess Elizabeth)                                            |
| 2013      | с  | Кастинг(и)                         | фр. Casting(s)                                        | Фрея (фр. Freya)                                                                                 |
| 2013      | ф  | Сонце над Літом                    | Sunshine on Leith                                     | Ліз Геншоу (англ. Liz Henshaw)                                                                   |
| 2013      | ф  | Не просто щасливий кінець          | Not Another Happy Ending                              | Нікола Болл (англ. Nicola Ball)                                                                  |
| 2014      | с  | Нові світи                         | New Worlds                                            | Бет Феншоу (англ. Beth Fanshawe)                                                                 |
| 2015      | ф  | Дама в окулярах із рушницею в авто | фр. La Dame dans l'auto avec des lunettes et un fusil | Дені (англ. Dany)                                                                                |
| 2015      | ф  | Віртуоз                            | Virtuoso                                              | Марія (англ. Marie)                                                                              |
| 2016      | ф  | Євреї                              | фр. Ils sont partout                                  | Марі (фр. Marie)                                                                                 |
| 2016      | ф  | Сезанн і я                         | фр. Cézanne et moi                                    | Джоан (фр. Jeanne)                                                                               |
| 2017      | ф  | Передчуття кінця                   | The Sense of an Ending                                | Молода Вероніка (англ. young Veronica)                                                           |
| 2017      | кф | Гамбургер                          | Winning Marge                                         | Кім (англ. Kim)                                                                                  |
| 2017      | ф  | Сучасне життя – відстій            | Modern Life Is Rubbish                                | Наталі (англ. Natalie)                                                                           |
| 2017      | ф  | Кілер з гарантією                  | Dead in a Week (Or Your Money Back)                   | Еллі (англ. Ellie)                                                                               |
| 2017      | ф  | Ґор                                | Gore                                                  | Мері (англ. Mari). Зйомки не завершені                                                           |
| 2018      | ф  | Темноводна наречена                | The Darkwater Bride                                   |                                                                                                  |
| 2018      | ф  | Імператор Парижа                   | фр. L’Empereur de Paris                               | Аннетт (фр. Annette)                                                                             |
| 2018      | с  | Вбивства за абеткою                | The ABC Murders                                       | Тора Ґрей (англ. Thora Grey)                                                                     |
| 2018      | ф  | Воротар                            | The Keeper (нім. Trautmann)                           | Маргарет Фріар (англ. Margaret Friar)                                                            |
| 2019      | ф  | Симетрія — це не баланс            | Balance, Not Symmetry                                 | Доллі (англ. Dolly)                                                                              |
| 2019      | с  | Одного разу вдруге                 | фр. Il était une seconde fois                         | Луїз Аррон (англ. Louise Arron)                                                                  |
| 2020      | с  | Атараксія                          | Ataraxia                                              | Дівчина                                                                                          |
| 2020—нині | с  | Індустрія                          | Industry                                              | Дарія (англ. Daria)                                                                              |
| 2022      | ф  | Фіктивний агент                    | Rogue Agent                                           | Мей Гансен (англ. Mae Hansen)                                                                    |
| 2022      | ф  | Про Джоан                          | фр. À propos de Joan                                  | Джоан Верра, 1970-80-ті роки (фр. Joan Verra, dans les années 1970-80)                           |
| 2022      | ф  | Мій поліцейський                   | My Policeman                                          | Джулія (англ. Julia)                                                                             |
| 2023      | с  | Запрошення на багаття              | Invitation to a Bonfire                               | У виробництві. Дарія (англ. Daria) — Проєкт фільму оголошено, у виробництві                      |

### Режисерка та сценаристка
| Рік  |   | Українська назва | Оригінальна назва | Роль                   |
| ---- | - | ---------------- | ----------------- | ---------------------- |
| 2020 | с | Атараксія        | Ataraxia          | режисерка, сценаристка |
| 2023 | ф | Кінкед           | Kinked            | режисерка, сценаристка |